# 8M busz (Budapest)
A budapesti 8M jelzésű autóbusz a Gazdagréti lakótelep és a Déli pályaudvar között közlekedett, mialatt a Hegyalja út és Alkotás utca kereszteződésénél víznyomócső fektetési munkálatokat végeztek. A vonalat a Budapesti Közlekedési Rt. üzemeltette.

## Története
1996. február 15. és március 8. között 8M jelzéssel ideiglenes járat közlekedett a Gazdagréti lakótelep és a Déli pályaudvar között a 139-es tehermentesítése érdekében.

## Megállóhelyei
| 0 | Gazdagréti lakótelep végállomás    | 8 | 8, 139, 153                                   |
| 1 | Baradla utca (↓) Nagyida utca (↑)  | 7 | 8                                             |
| 2 | Törökbálinti út (↓) Irhás árok (↑) | 6 | 8                                             |
| 3 | Oltvány utca                       | 5 | 8                                             |
| 4 | Eper utca (↓) Edvi Illés utca (↑)  | 4 | 8                                             |
| 5 | Farkasréti tér                     | 3 | 59 8, 53                                      |
| 6 | Süveg utca (↓) Érdi út (↑)         | 2 | 59 8                                          |
| 7 | Apor Vilmos tér                    | 1 | 59 2, 4, 8, 102, 105                          |
| 8 | Déli pályaudvar végállomás         | 0 | 18, 59, 61 21, 21, 39, 102, 139 Budapest-Déli |